# Ягулка (приток Люги)
Ягулка — река в Кизнерском районе Удмуртии, левый приток Люги. Длина реки 10 км.

## Течение
Протекает на западе Можгинской возвышенности в границах сельского поселения Короленковское. Исток в 1 км к северо-востоку от посёлка ж.-д. станции Саркуз. В верхней и средней частях течёт на юго-запад, затем плавно поворачивает на запад и протекает через бывшую деревню Старый Ягул. Впадает в Люгу по левому берегу в 40 км от её устья (в 2 км к северу от деревни Ягул).
Значительная часть бассейна покрыта лесом (безлесны в основном верховья по правому берегу).
В бассейне реки также находятся малая деревня Уч-Пучто и посёлок Дома 993 км.

## Данные водного реестра
По данным государственного водного реестра России относится к Камскому бассейновому округу, водохозяйственный участок реки — Вятка от города Вятские Поляны и до устья, речной подбассейн реки — Вятка. Речной бассейн реки — Кама.
Код водного объекта в государственном водном реестре — 10010300612111100040448.